# Trick or Treat (Fastway)
Trick or Treat è il quarto album in studio dei Fastway pubblicato nel 1986 per l'Etichetta discografica CBS Records.

## Il disco
Questa è la colonna sonora dell'omonimo film Trick or Treat, uscito in italia come Morte a 33 giri. I brani Heft e If you could see sono stati tratti rispettivamente dagli album "Fastway" e "All Fired Up".

## Tracce
1. Trick or Treat (Clarke, King, Carroll, Connor, Reid) - 2:47
2. After Midnight (Clarke, King, Carroll, Connor, Reid) - 3:39
3. Don't Stop the Fight (Clarke, King, Carroll, Connor, Reid) - 4:21
4. Stand Up (Clarke, King, Carroll, Connor, Reid) - 4:04
5. Tear Down the Walls (Clarke, King, Carroll, Connor, Reid) - 2:07
6. Get Tough (Clarke, King, Carroll, Connor, Reid) - 3:30
7. Hold on the Night (Clarke, King, Carroll, Connor, Reid) - 3:22
8. Heft (Clarke, Shirley, King) - 5:19
9. If You Could See (Clarke, Shirley, King) - 4:34

## Formazione
- Dave King - voce
- "Fast" Eddie Clarke - chitarra
- Shane Carroll - chitarra, tastiere
- Paul Reid - basso
- Alan Connor - batteria